# Androsiphonia adenostegia
Genre
Espèce
Androsiphonia adenostegia est une espèce de plantes à fleurs de la famille des Passifloraceae. C'est la seule espèce du genre Androsiphonia.
C'est une plante d'Afrique tropicale.

### Pour le genre
- (en) GRIN : genre Androsiphonia Stapf (+liste d'espèces contenant des synonymes)

### Pour l'espèce
- (en) NCBI : Androsiphonia adenostegia (taxons inclus)
- Fiche sur Aluka (en)